# كارثة ملعب قيصرية أتاتورك
تشير كارثة ملعب قيصرية أتاتورك لعام 1967 إلى حادثة شغب في ملعب كرة القدم، والتي أسفرت عن مقتل 40 وجرح ما لا يقل عن 300 (بحسب ما ورد في عنوان جريدة حريت 600)، أثناء مباراة كرة القدم التي أقيمت بتاريخ 17 سبتمبر 1967 بين فريقي كايسري سبور وسيفاسبور بـ إستاد أتاتورك بـ قيصرية في تركيا. وقد كانت هذه أسوأ أحداث عنف ذات صلة بالرياضة تحدث في تركيا.
بدأت أحداث العنف بعد استفزاز مشجعي فريق كايسري سبور في الاستراحة بين الشوطين، بعد أن كان فريقه متقدمًا بهدف أحرزه في الشوط الأول. وبدأ مشجعو كلا الفريقين بإلقاء الحجارة على بعضهم البعض. كذلك، قد كان بعض المتعصبين مسلحين بالهراوات والسكاكين. ويتسبب جمهور الفريقين الفارين في حدوث تدافع أمام منصة المخارج. وقد تلت الأحداث التي شهدها الإستاد عمليات تخريب في قيصرية وحالات شغب استمرت عدة أيام في سيواس.